# 松永久秀
松永久秀（1508年—1577年11月19日），日本戰國時期大和国大名，通稱松永彈正。
松永久秀早年事迹不详，出仕于三好长庆并担任要职。但松永久秀阴谋篡夺三好家实权，三好长庆及嫡子三好义兴、弟弟安宅冬康、十河一存之死都与其有嫌疑。三好长庆死后，松永久秀与三好三人众掌握家中实权。1565年，松永久秀与三好三人众发动兵变刺杀室町幕府征夷大将军足利义辉，史称永禄之变。但不久双方却反目为仇，松永久秀与三好三人众及大和国国人筒井顺庆长期交战。1568年，松永久秀臣服于上洛的织田信长，但其逆性不改，又屡次反叛，最终于1577年11月19日信贵山城之战中兵败伏诛，族灭。
松永久秀一生有多次下克上的经历，织田信长评价松永久秀曾做出三件常人不可为的恶事：篡夺主家、刺杀将军和火烧东大寺。

## 生平

### 早年
松永久秀生於1508年，一说出生地有阿波国、山城国西冈、摄津国五百住等多种说法，出仕前身份可能为商人、土豪或三好长庆的宠童，甚至有观点认为松永久秀与斋藤道三是旧相识。

### 三好家臣
1540年，松永久秀成為細川晴元部下三好長慶的右筆，在1542年有作为武将在山城国南部出阵的记录。松永久秀作为三好长庆的亲信，深得长庆的信任。1549年，三好长庆将细川晴元及足利义晴、义辉驱逐至近江国，成功控制京都后，松永久秀出任三好氏家宰。1551年，松永久秀与弟弟松永长赖在相国寺之战中击败三好政胜、香西元成。三好长庆平定摄津国后，1553年，松永久秀出任摄津国泷山城城主。同年，与弟弟松永长赖进攻丹波国的波多野晴通，再次击退三好政胜、香西元成的援军。1556年，被任命为京都奉行，获得弹正忠的官位，后又迎娶三好长庆的女儿作为正室。
1559年，三好长庆委任松永久秀攻取大和国。9月，松永久秀将居城移至大和国信贵山城。1560年6月，三好长庆征讨河内国，松永久秀率军封锁信贵山城与河内国之间的道路。11月，松永久秀平定大和国北部，在信贵山城营造四階橹天守阁，同年又攻破兴福寺，成功控制了大和一国，三好家势力达到全盛期。松永久秀因为攻取大和国的功绩获得了极高的地位，他自称为藤原氏、源氏的后代，被授予从四位下·弹正少弼的官位，与三好长庆的嫡子三好义兴一起担任将军足利义辉的相伴众，并获得足利义辉的允许，可以使用带有自己家纹的涂舆。

### 奪權
1561年，松永久秀与三好义兴在将军地藏山之战中败于六角义贤军。
畿内霸主三好家自1561年开始接连遭受打击，逐渐走向衰落。是年，三好长庆的四弟，有“鬼十河”之称的十河一存，与松永久秀在有马温泉疗养时突然死亡。据说当时十河一存骑了一匹苇毛马，松永久秀探望十河一存时说此马不祥，但十河一存没有听从松永久秀的劝告，在乘马前往有马温泉的途中坠马身亡。也有观点认为十河一存与松永久秀长期不睦，可能是松永久秀下的毒手，但这种观点尚无确切证据。
1562年，三好长庆的二弟三好义贤在久米田之战与畠山高政、根来众交战中战死。畠山高政乘胜包围了三好长庆的居城饭盛山城，三好长庆在三好三人眾及松永久秀、筱原长房等重臣联军的帮助下，成功解围，并在随后的教兴寺之战中大败畠山高政联军。10月，松永久秀奉命成功讨伐背叛三好长庆的幕府政所执事伊势贞孝、贞良父子。同年，松永久秀又在大和国营造了多闻山城，大和国人十市远胜降服。但教兴寺之战的胜利只是回光返照，悲剧仍然不断地降临在三好家。
1563年9月，三好长庆最为器重的嫡子三好义兴在芥川山城突然死亡，有观点认为松永久秀害怕三好家出现一位出色的接班人，因此毒杀了三好义兴，接连遭受丧亲之痛的三好长庆随后一病不起。12月，松永久秀将家督让与嫡子松永久通后宣布隐居，但仍掌握实权。1564年，松永久秀向三好长庆进谗言，诬陷三好长庆的三弟安宅冬康谋反，三好长庆随后将安宅冬康召至饭盛山城命其切腹。同年8月10日，三好长庆病逝，一说他被松永久秀或三好三人众毒杀。三好长庆死后，他的养子三好义继继承家督，而家中实权则落入松永久秀及三好三人众手中。

### 永禄之变
三好长庆死后，作为室町幕府征夷大将军的足利义辉致力于恢复幕府的荣光，他一方面向剑术家冢原卜传、上泉信纲学习剑术，成为剑豪将军；另一方面积极调停大名之间的冲突，这引起了松永久秀和三好三人众的不安。1565年6月17日，三好義繼號召松永久通和三好三人众以参拜清水寺为名，向京都集结了约1万人的军队，随后袭击了将军官邸二条御所。足利义辉虽奋力迎敌，斩杀多人，但无奈叛军人数众多，自身受伤多处，最后被长枪刺死，足利义辉的三弟足利周暠也遭到杀害，母亲庆寿院自杀身亡，这场震惊日本的刺杀行动史称永禄之变或永禄大逆。松永久秀和三好三人众随后立足利义维之子足利义荣为傀儡将军，而足利义辉的二弟、在兴福寺出家的觉庆在细川藤孝、一色藤长等人的帮助下，投靠近江国的和田惟政，后辗转前往越前国投奔朝仓义景，还俗后改名为足利义昭。

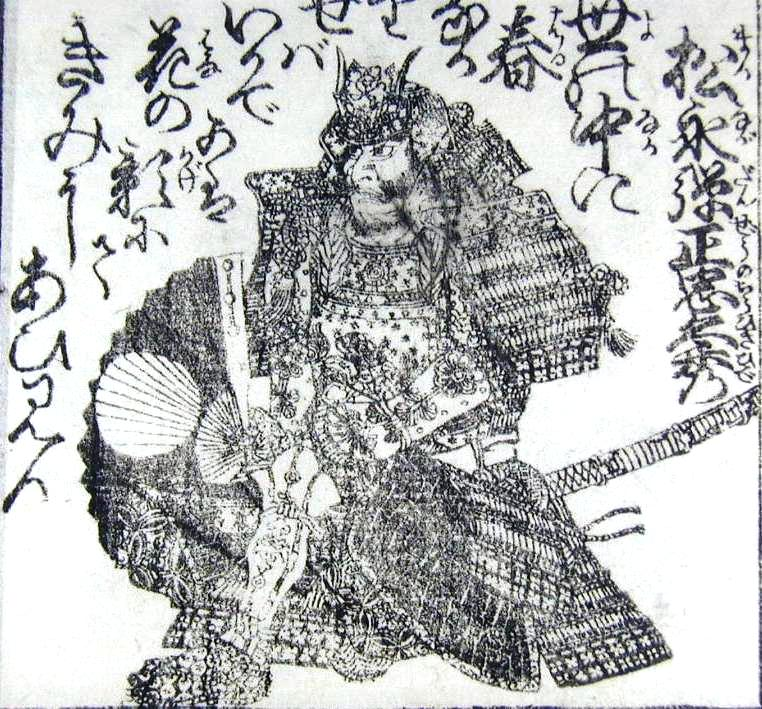
松永久秀像

### 争夺畿内
永禄之变过后半年，松永久秀与三好三人众迅速反目。1565年12月，三好三人众率军袭击了松永久秀控制下的饭盛山城，三好义继被迫到高屋城避难。得到主公三好义继、三好康长、安宅信康等三好一门众支持的三好三人众联合了大和国人筒井顺庆，又向将军足利义荣征得了讨伐令。陷入孤立的松永久秀随后与畠山高政、安见直政及根来众结盟。1566年，双方在堺近郊交战，上芝之战爆发，松永久秀不敌逃亡至堺，筒井顺庆趁势夺回了筒井城。但松永久秀随后邀请堺的豪商津田宗达作为调停人，双方达成合议。
1567年，不满作为傀儡的三好义继投奔松永久秀，三好三人众于是联合筒井顺庆等反松永势力向大和国进兵，随后在东大寺布阵。同年11月19日，松永久秀与三好义继联合军夜袭三好、筒井联军，双方交战时东大寺被战火烧毁，由于大火迫使三好、筒井联军撤兵，松永久秀取得胜利，但东大寺是否被松永久秀主动放火烧毁尚存争议。
松永久秀虽然取得了东大寺之战的胜利，但与实力强大的三好三人众交战时仍处于劣势。1568年7月，信贵山城被攻克，松永久秀被迫据守多闻山城。当松永久秀即将败亡的时候，上洛的织田信长挽救了他的命运。

### 依附織田
1568年9月，织田信长拥立足利义昭上洛，三好三人众不敌，败逃至阿波国。松永久秀与嫡子久通和三好义继在芥川山城迎接织田信长，久秀向织田信长献上名茶器九十九髮茄子和名刀天下一振之吉光，并允诺献出人质，以此为条件，向织田信长降服。织田信长则许诺赦免松永久秀杀害将军足利义辉的罪名，并答应帮助他夺回大和国的支配权。在得到细川藤孝、和田惟政和佐久间信盛2万援军的帮助下，松永久秀展开反攻。次年，大和国被平定，筒井顺庆的势力遭到驱逐。
1570年，织田信长出兵讨伐越前国的朝仓义景，却在途中得知妹夫浅井长政背叛的消息。织田信长腹背受敌，被迫分散撤退。在撤退过程中，松永久秀成功说服近江国的朽木元纲，让信长顺利通过他的领地返回岐阜城。同年，松永久秀将自己的女儿过继为织田信长的养女，随后送往三好三人众处作为人质，双方达成和解。

### 背叛信長
1571年，浅井长政、朝仓义景、本愿寺、三好氏、六角义贤及延历寺组成信长包围网。松永久秀起兵响应，联合三好义继发动叛乱，但在進攻筒井顺庆的領地時反遭击破（辰市城之战），松永、三好联军大败，筒井城、高田城等城池相继被夺，最后在佐久间信盛、明智光秀的仲介下，双方议和。隔年3月，松永久秀又連和三好義繼攻打畠山昭高的交野城，織田信長派遣柴田勝家等人支援下，松永久秀跟三好義繼棄戰退兵（交野城之戰），1573年，武田信玄病死，信长包围网破裂。在反织田势力逐个被消灭的背景下，松永久秀亲自前往岐阜城，向织田信长献出多闻山城和不动国行之刀等宝物表示降服。

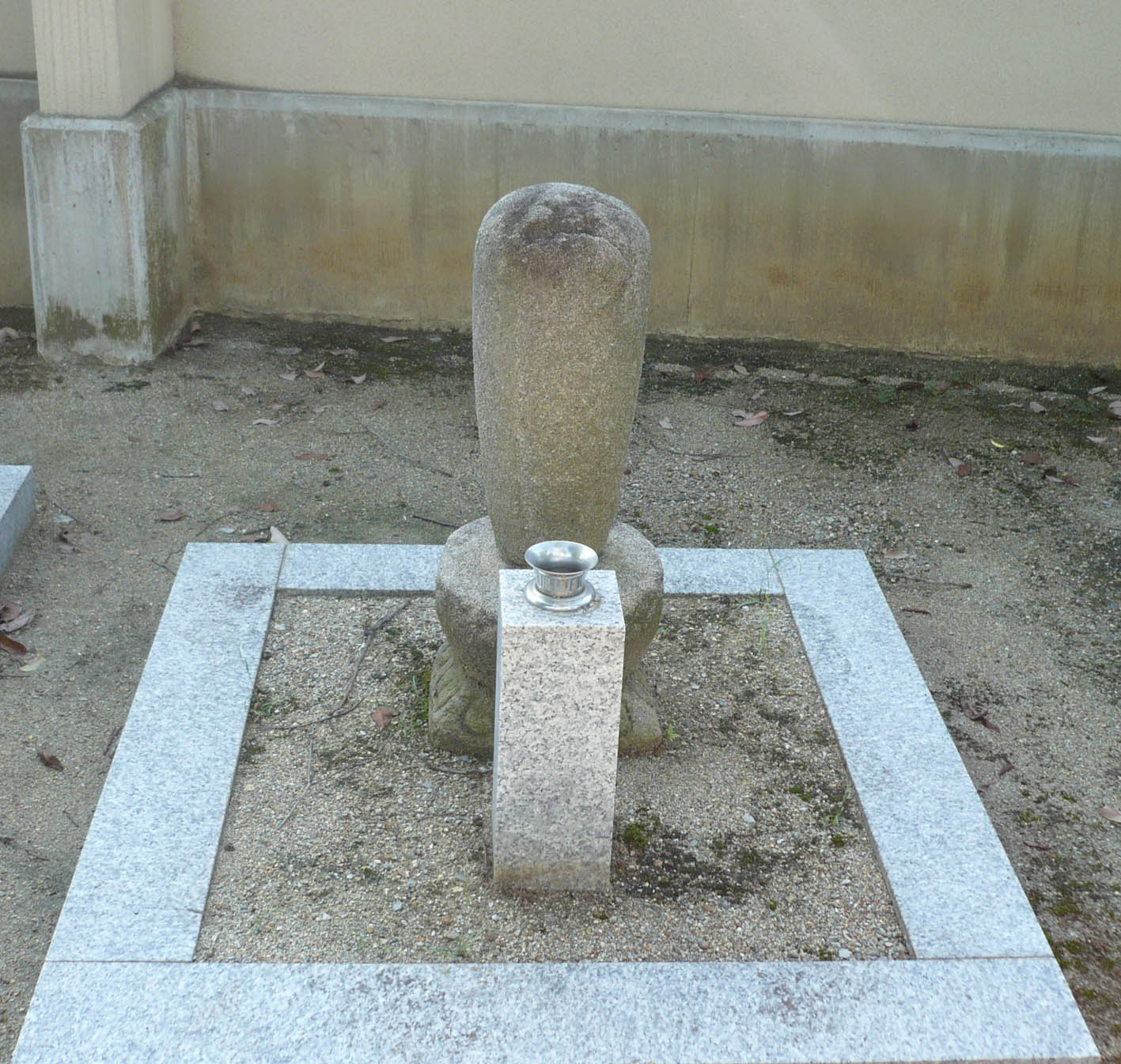
位于奈良县王寺町达磨寺的松永久秀墓

### 身亡
1576年，松永久秀隨佐久間信盛參與了石山合戰。但在次年，松永久秀的宿敵筒井順慶被織田信長授予大和守護的職位。9月，松永久秀撤回了协助信長進攻石山本願寺的兵力，並呼應上杉謙信、毛利輝元、本願寺等反織田势力，據守於信貴山城再次反叛。織田信長派松井友閑安撫，但松永久秀拒絕降服。
織田信長得知消息後，下令將松永久秀作為人質的兩個孫子在京都六條河原處死，隨後以長子織田信忠為總大將， 佐久间信盛、羽柴秀吉、丹羽氏勝、细川藤孝、筒井順慶、明智光秀為副將，率軍4萬包圍信貴山城。一說織田信長多次派人勸說松永久秀獻出茶器古天明平蜘蛛投降，但遭到松永久秀的拒絕。松永久秀本想依靠信貴山城的堅固進行防戰，但前往本願寺求援的家臣森好久卻被筒井順慶用金子三十兩收買，作為奸细入城的200名織田軍鐵炮隊在三之丸叛變，織田軍迅速攻破城池。松永久秀隨後在信貴山城的天守閣放火，久秀、久通父子二人切腹或投火自盡。另一個流傳甚廣的說法是松永久秀將炸藥放入古天明平蜘蛛，點燃炸藥爆炸身亡。
松永久秀死後遭筒井順慶收埋，首冢位於今奈良縣王寺町達磨寺，其墓所位于今京都市下京區妙惠會墓地。此外，奈良縣生駒郡三鄉町還有松永久秀的供養塔。

## 軼事
- 松永久秀的死亡日期与十年前烧毁东大寺为同月同日，被认为是因果报应。[14]
- 松永久秀晚年患有中风，死前因为害怕中风手抖而无法进行切腹，所以特地进行了针灸。[6]
- 松永久秀的茶道师从武野绍鸥，拥有九十九髮茄子、古天明平蜘蛛等著名茶器。
- 松永久秀曾邀請幻术师果心居士到多闻山城，久秀向果心居士說：「自己在戰場上從未遇過任何一件恐怖的事情，看看你的幻術是否能讓我體驗一下恐怖的感覺」。果心居士于是把房間的燈熄滅，然後再叫久秀的属下退出房間，接着變出一個女人的幽灵。幽灵不断接近接近久秀，这时屋外正好下起雷阵雨，闪电划过天空，松永久秀的脸色苍白，然後让果心居士赶紧停下来，幽靈突然消失。這個女人的幽灵就是松永久秀已去世的妻子，据说松永久秀的身体因害怕而发出顫抖，好久都没有停下來。[15]
- 路易斯·弗洛伊斯评价松永久秀具有惊人的天赋，博学精干，政治手腕辛辣，性格狡猾。[2]而《足利季世記》指出松永久秀为人吝啬。

松永氏家纹：茑

## 家臣
- 冈国高
- 奥田忠高（日语：奥田忠高）
- 楠木正虎（日语：楠木正虎）
- 高田三河守
- 高山友照
- 結城忠正（日语：結城忠正）
- 竹内秀胜
- 土岐賴次
- 林通胜（與織田氏家臣林通勝同名，但非同一人）
- 本多正信
- 柳生宗严
- 瓦林重秀

## 史料
- 『川角太閤記』
- 『信長公記』
- 『厳助大僧正記』
- 『常山紀談』
- 『言継卿記』
- 『多聞院日記』
- 『備前老人物語』
- 『黄素妙論』

### 関連書籍
- 藤岡周三『戦国ドキュメント　松永久秀の真実』
- 神坂次郎「ドンジョンのある風景」（『おかしな大名たち』）
- 南条範夫・桑田忠親「松永弾正久秀」（『日本史探訪　第15集』）
- 海音寺潮五郎『悪人列伝　近世篇』
- 谷晃「松永久秀の多門山城茶会」（『仮想茶会潜入記　時空を超えた茶人の彷徨』）
- 会田雄次「松永久秀」（『歴史の京都6　悪党と奇人』）

### 相關作品
- 《奸義輓歌》、惠廣史與今村翔吾共同製作。

## 遊戲
- 戰國無雙系列 &無雙OROCHI系列（光榮公司開發，石井康嗣配音）